# Polarnarv
Polarnarv (Arenaria pseudofrigida) är en nejlikväxtart som först beskrevs av Ostenfeld och Dahl, och fick sitt nu gällande namn av Schischkin och Knorring. Polarnarv ingår i släktet narvar, och familjen nejlikväxter. Inga underarter finns listade i Catalogue of Life.

## Bildgalleri

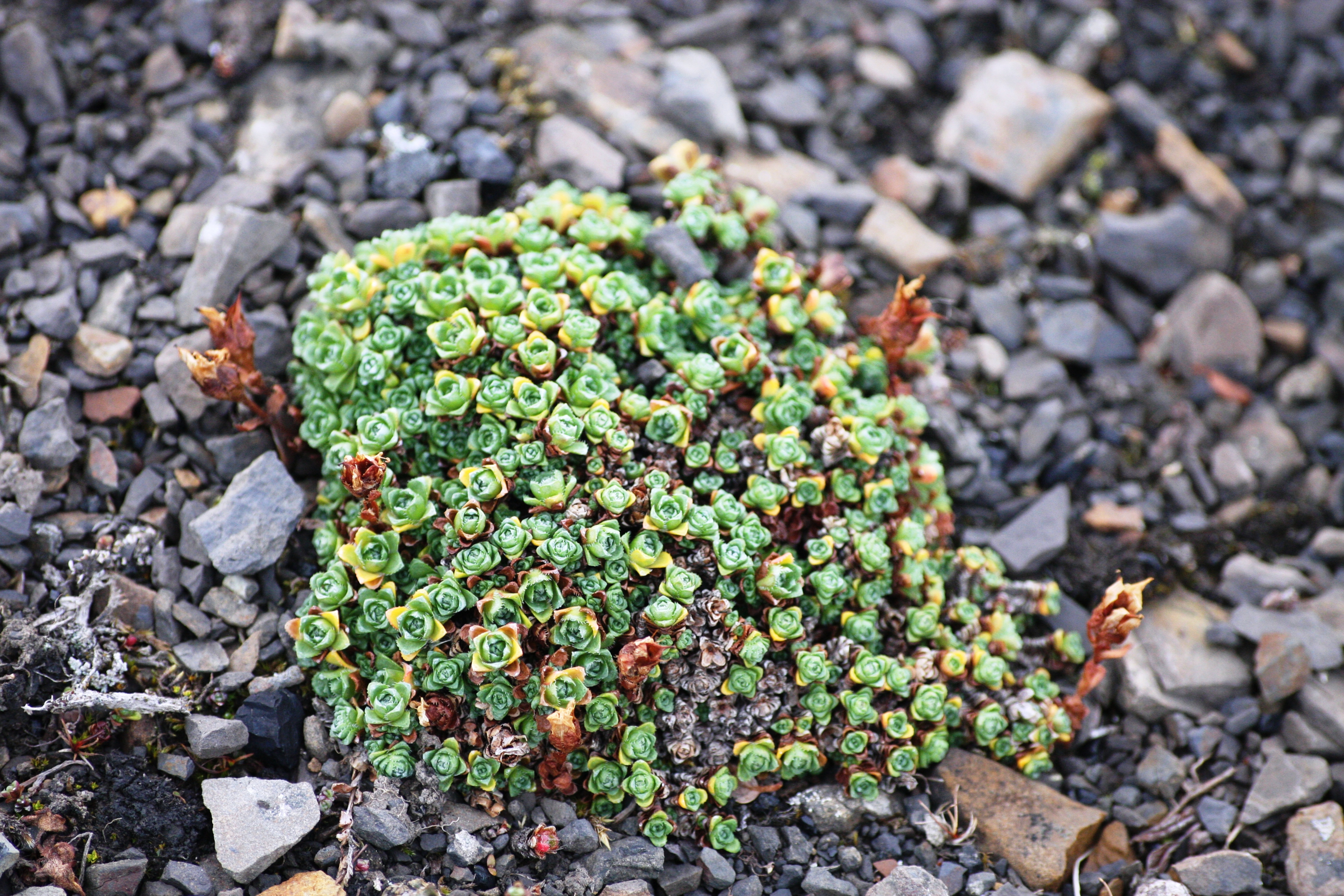